# Lasioglossum areolatum
Lasioglossum areolatum är en biart som först beskrevs av Heinrich Friese 1909.  Lasioglossum areolatum ingår i släktet smalbin, och familjen vägbin. Inga underarter finns listade i Catalogue of Life.